# Albert Jay Nock
Albert Jay Nock (13 de octubre de 1870 - 19 de agosto de 1945) fue un influyente autor libertario estadounidense, pedagogo, teórico y crítico social de la primera mitad del siglo XX.

## Vida y obra
Durante toda su vida, Nock fue extremadamente introvertido y compartió pocos detalles de su vida privada con su colaboradores. Nació en Scranton, Pensilvania, compaginando su padre las actividades de obrero metalúrgico y clérigo de la Iglesia Episcopaliana. Su educación se realizó en Brooklyn, New York. Después de graduarse en el St. Stephen's College (posteriormente conocido como Bard College), al que asistió entre los 14 y 18 años, tuvo una breve carrera deportista jugando en una liga menor de béisbol. A continuación, asistió a un seminario teológico y se ordenó como clérigo episcopaliano en 1897. Nock se casó con Agnes Grumbine en 1900 de la que tuvo dos hijos, pero la pareja se separó a los pocos años. En 1909, después de lo que parece que fue una crisis de fe, Nock abandonó la vida religiosa y se dedicó al periodismo.
En 1914, Nock se incorporó al equipo de la revista The Nation, que en esa época apoyaba el capitalismo liberal. Nock conoció William Jennings Bryan influyente político y orador, llegando incluso en 1915 a viajar a Europa por encargo de Bryan, que era en ese momento Secretario de Estado de los Estados Unidos. Nock también mantuvo amistad con muchos de los principales postulantes del movimiento georgista, uno de los cuales había sido obispo de la iglesia episcopaliana. No obstante, aunque Nock durante toda su vida fue un admirador de Henry George, frecuentemente estuvo en contra del movimiento izquierdista que reivindicaba su legado. Además, Nock estuvo profundamente influenciado por los escritos anticolectivistas del economista alemán Franz Oppenheimer, cuyo trabajo más famoso, Der Staat, fue traducido al inglés en 1915. En su propios escritos, Nock desarrollaría posteriormente la tesis de Oppenheimer de que la persecución de las metas humanas pueden dividirse en dos formas: los medios productivos o económicos y los medios parasitarios o políticos.
Entre 1920 y 1924, Nock fue coeditor de la original revista Freeman. Freeman estaba concebida inicialmente como vehículo para el movimiento del impuesto único. Era financiada por la rica esposa del otro editor de la revista, Francis Neilson, a pesar de que ni Nock ni Neilson fueran unos seguidores ortodoxos del impuesto único. La revista tuvo como colaboradores, entre otros, a Charles Beard, Bertrand Russell, Thomas Mann, Lewis Mumford, Lincoln Steffens, Thorstein Veblen, William Henry Chamberlin, Louis Untermeyer y Suzanne La Follette, la prima más conservadora del senador Robert La Follette.
Freeman cesó de publicarse en 1924, sin que nunca consiguiera entrar en beneficios y Nock pasó a ejercer su actividad como periodista independiente.
A mediados de la década de 1920, un pequeño grupo de acaudalados admiradores americanos empezó a dotar económicamente las obras de Nock, lo que le permitió abordar una serie de proyectos. Entre estos, su primer libro de gran tamaño, una corta biografía de Thomas Jefferson, titulada Mr. Jefferson. En sus libros de 1932 On the Disadvantages of Being Educated and Other Essays (Sobre las desventajas de ser instruido y otros ensayos) y Theory of Education in the United States (Teoría de la educación en los Estados Unidos) Nock emitió una dura crítica de la moderna educación pública.
Entre 1931 y 1933, Nock prestó sus servicios como profesor asociado invitado en el Bard College y dictó su curso en la Universidad de Virginia. Los cursos que impartió en estas escuelas conformarían más tarde la base de Our Enemy, the State (Nuestro enemigo, el Estado) (1935), quizás la más extensa exposición del pensamiento político de Nock.
En su artículo de 1936 "Isaiah's Job", que apareció en la revista Atlantic Monthly, Nock expresó su completo desacuerdo con la idea de la reforma del sistema vigente. Convencido de que era imposible convencer a una mayoría del camino correcto y oponiéndose a cualquier sugerencia de una revolución violenta, en su lugar, Nock argumentó que los libertarios debían concentrar sus esfuerzos en lo que el llamaba "the Remnant (los restantes)". The Remnant, según Nock, estaban formados por una pequeña minoría que entendía la naturaleza del estado y de la sociedad, y que serían influyentes únicamente después de que el vigente camino peligroso se volviera dificultoso e insostenible, situación que no se produciría hasta un futuro lejano. La filosofía de Nock de the Remant estaba impregnada por el profundo pesimismo y elitismo que el crítico social Ralph Adams Cram había expresado en un ensayo de 1932, "Why We Do Not Behave Like Human Beings (Por qué no nos comportamos como seres humanos)". En sus "Memoirs of a Superfluous Man (Memorias de un hombre superfluo)", Nock decía:
Mis educadores no pretendían creer que todo el mundo fuese educable, ya que, por el contrario, por lo que ellos sabían, sólo muy pocos eran educables, ciertamente muy pocos. Ellos contemplaban esto como un hecho natural, como el hecho de que sólo muy pocos midan más de 6 pies. [...] Aceptaban el hecho de que hay ámbitos de la experiencia espiritual e intelectual cuya naturaleza es accesible a algunos y cerrada a otros.
En 1941, Nock publicó un ensayo en dos partes en el Atlantic Monthly titulados "El problema judío en América", que algunos críticos calificaron de virulento antisemitismo. Nock matizó: "Alguien me preguntó hace años si era cierto que no me gustaban los judíos, y yo le contesté que era cierto, no porque sean judíos, sino porque son una tribu, y a mi no me gustan las tribus." Aunque un reconocimiento así admitido, tal respuesta es característica de Nock.
En 1943, dos años antes de su muerte, Nock publicó sus autobiografía, Memoirs of a Superfluous Man, cuyo título ya expresa el grado de desilusión de Nock y su alienación de las tendencias sociales vigentes. Tras la publicación de su autobiografía, Nock pasó a ser invitado frecuente del petrolero William F. Buckley, Sr., cuyo hijo, William F. Buckley, Jr., sería posteriormente un renombrado autor.
Nock falleció de leucemia en 1945.

## Pensamiento
Nock se calificaba a sí mismo como un anarquista filosófico, y reivindicaba una visión radical de la sociedad libre de la influencia política del Estado. Describía al estado como aquel que "se reserva y ejerce el monopolio del crimen". Se opuso a la centralización, la regulación, la fiscalidad sobre los ingresos y la educación obligatoria, todo lo cual veía como la degradación de la sociedad. En los mismos términos denunció toda forma de totalitarismo, incluyendo el "bolchevique... el fascismo, el nazismo, el marxismo, y el comunismo", pero también fue rabiosamente crítico de la democracia. En este sentido manifestó que "la razón práctica para la libertad es que la libertad parece ser la única condición bajo la cual cualquier clase de fibra moral sustancial puede desarrollarse: hemos probado con la legislación, la compulsión y el autoritarismo de varias clases, y el resultado no es algo de lo que podamos sentirnos orgullosos." ("On Doing the Right Thing (Sobre hacer lo correcto)", The American Mercury, 1925)
Durante la década de 1930, Nock fue uno de los más conspícuos críticos del New Deal de Franklin Roosevelt. En Nuestro enemigo, el Estado, Nock argumentó que el New Deal era simplemente el pretexto del gobierno federal para incrementar su control sobre la sociedad. Encontraba terrible que el presidente hubiera conseguido un poder sin precedentes, y lo calificó como un golpe de Estado. Nock criticó a los que creían que la nueva regulación de la economía era temporal, argumentando que se demostraría que conduciría a un cambio permanente. Creía que la política monetaria inflacionista de la administración republicana, durante la década de 1920, fue la responsable de la Gran depresión, y que el New Deal era responsable de perpetuarla.
Nock fue un apasionado opositor a la guerra y a lo que él consideró una política exterior agresiva de los Estados Unidos. Creía que la guerra revelaría sólo lo peor de la sociedad, argumentando que llevaría inevitablemente a la colectivización y a la militarización y a fortificar una fe universal en la violencia; a poner en marcha inacabables aventuras de imperialismo y de ambiciones nacionalistas, en tanto que, al mismo tiempo, costaría incontables vidas humanas. Durante la Primera Guerra Mundial, Nock escribió para The Nation, siendo censurado por la administración Wilson por su oposición a la guerra. A pesar de no gustarle el comunismo, Nock criticó duramente la intervención aliada en la guerra civil de Rusia que siguió al golpe bolchevique. Antes de la Segunda guerra mundial, Nock escribió una serie de artículos lamentando lo que el veía como una partida de caza de Roosevelt y un intervencionismo que conduciría inevitablemente a la implicación de Estados Unidos en la guerra. Nock mantuvo su oposición inicial a la guerra durante todo el conflicto, lo que, en su momento, fue muy raro.
A pesar de que pasó a ser más desconocido a partir de su muerte de lo que lo había sido en vida, Nock ejerció una importante influencia en la siguiente generación de la derecha americana, incluidos libertarios tales como Murray Rothbard, Frank Chodorov y Leonard Read y conservadores tales como William F. Buckley, Jr. La visión conservadora de la sociedad de Nock ayudaría a inspirar el movimiento paleoconservador en respuesta al desarrollo del movimiento neoconservador durante la Guerra fría. Al insistir en que el propio Estado era la raíz del problema, el pensamiento de Nock es uno de los principales precursores del anarcocapitalismo.

## Libros
- The Myth of a Guilty Nation New York: B.W.Huebsch, 1922
- The Freeman Book B.W.Huebsch, 1924
- Jefferson Harcourt, Brace and Company, 1926 (también conocido como Mr. Jefferson)
- On Doing the Right Thing, and Other Essays Harper and Brothers, 1928
- Francis Rabelais: The Man and His Work Harper and Brothers, 1929
- The Book of Journeyman: Essays from the new Freeman New Freeman, 1930
- The Theory of Education in the United States Harcourt, Brace and Company, 1932
- A Journey Into Rabelais's France William Morrow & Company, 1934
- A Journal of These Days: June 1932-December 1933 William Morrow & Company, 1934
- Our Enemy, the State William Morrow & Company, 1935
- Free Speech and Plain Language William Morrow & Company, 1937
- Henry George: An Essay William Morrow & Company, 1939
- Memoirs of a Superfluous Man Harper and Brothers, 1943

Publicados tras su fallecimiento
- A Journal of Forgotten Days: May 1934-October 1935 Henry Regnery Company, 1948
- Letters from Albert Jay Nock, 1924-1945, to Edmund C. Evans, Mrs. Edmund C. Evans, and Ellen Winsor The Caxton Printers, 1949
- Snoring as a Fine Art and Twelve Other Essays Richard R. Smith, 1958
- Selected Letters of Albert Jay Nock The Caxton Printers, 1962
- Cogitations from Albert Jay Nock The Nockian Society, 1970, edición revisada, 1985
- The State of the Union: Essays in Social Criticism Liberty Press, 1991
- The Disadvantages of Being Educated and Other Essays. Hallberg Publishing Corporation, 1996